# إيغارس كالفيتيس
إيغارس كالفيتيس (باللاتفية: Aigars Kalvītis)، هو سياسي سابق ورجل أعمال لاتفي، شغل منصب رئيس وزراء لاتفيا ما بين 2004 و2007. يشغل حاليا منصب رئيس الاتحاد اللاتفي لهوكي الجليد ورئيس مجلس إدارة شركة الغاز اللاتفية غاز لاتفيا، وأيضا رئيس مجلس إدارة شركة تزويد خدمة الانترنت تيت.

## مساره التعليمي
في عام 1984 تخرج كالفيتيس من مدرسة ريغا الثانوية 41. في عام 1992، تخرج من جامعة لاتفيا للزراعة بدرجة البكالوريوس في الاقتصاد، وفي عام 1995 حصل على الماجيستير في الاقتصاد. في نفس العام درس في جامعة ويسكونسن.

## مساره السياسي

### الأنشطة السياسية حتى عام 2004
كان كالفيتيس أحد مؤسسي حزب الشعب في لاتفيا في عام 1997 وانتُخب لأول مرة في البرلمان في عام 1998. شغل منصب وزير الزراعة ما بين 1999 و2000 ووزير الاقتصاد من عام 2000 وحتى عام 2002. أعيد انتخاب كالفيتيس في البرلمان وأصبح زعيما للفريق البرلماني لحزب الشعب في عام 2002.

### الوزير الأول
في 2 ديسمبر 2004، أصبح كالفيتيس رئيس وزراء لاتفيا، وبقي في المنصب حتى استقالته في 5 ديسمبر 2007.

### حكومة كالفيتيس
في البداية قاد كالفيتيس حكومة ائتلافية مؤلفة من حزب الشعب، وحزب الحقبة الجديدة، واتحاد الخضر والمزارعين، والحزب الأول في لاتفيا. في أبريل 2006، غادر حزب الحقبة الجديدة الحكومة وقاد كالفيتيس حكومة أقلية ائتلافية تتألف من الأحزاب الثلاثة الأخرى.
احتفظ ائتلافه الحاكم بالسلطة في الانتخابات البرلمانية التي جرت في 7 أكتوبر 2006، وفاز بأغلبية بسيطة من المقاعد وأصبحت أول حكومة منذ استقلال لاتفيا في عام 1991 يتم إعادة انتخابها. وتألفت من حزب الشعب، واتحاد الخضر والمزارعين، وحزب طريق لاتفيا الأول، إضافة إلى حزب من أجل الوطن والحرية الذي انضم للتحالف الحكومي بعد انتخابات عام 2006، وعزز الائتلاف بذلك أغلبيته في البرلمان إلى 59 من أصل 100 مقعد. وفي الوقت نفسه، أصبح حزب الشعب أكبر حزب في البرلمان، وأصبح كالفيتيس رئيسا له.

### اعتزاله السياسة
في 7 نوفمبر 2007، أعلن كالفيتيس أنه سيتنحى عن منصبه كرئيس للوزراء في 5 ديسمبر، بعد مواجهته لمعارضة كبيرة بعد إقالته لرئيس مكتب مكافحة الفساد، أليكسيوس لوسكوتوفس، في الشهر السابق. وبناءً عليه، التقى بالرئيس فالديس زاتلرز في 5 ديسمبر وأعلن استقالته، إلى جانب استقالة حكومته. صرح كالفيتيس في لقاء تلفزيوني في نفس اليوم، أن قرار الاستقالة كان ضروريا «لتهدئة الرؤوس الساخنة». بقي كالفيتيس في منصبه بصفة مؤقتة حتى تعيين خلفه إيفارس غودمانيس. قرر ترك السياسة تمامًا في 1 أبريل 2009، بعد تركه لعضويته في البرلمان.

## العمل الوظيفي
من 1992 إلى 1998، كان مديرًا ورئيسًا لمجلس الإدارة في العديد من الشركات ذات الصلة بالزراعة. وبعد مسيرته السياسية، شغل منصب رئيس مجلس الإدارة في العديد من الشركات المعروفة مثل شركة الاتصالات تيت (2009) و لاتفيا بلسم (2009-2015)، دينامو ريغا (2010-2015)، غاز لاتفيا (2015)، شبكة كونيكسوس بلطيق (2017). أصبح رئيسا لاتحاد لاتفيا لهوكي الجليد في أكتوبر 2016.

## عائلته
زوجة إيغارس كالفيتيس تدعى كريستين كالفيتس، ولديه ثلاثة أبناء هم كارليس، روبرتس ورودولف.

## روابط خارجية
- إيغارس كالفيتيس على موقع مونزينجر (الألمانية)
- إيغارس كالفيتيس على موقع إن إن دي بي (الإنجليزية)